# Supercúmulo Hidra-Centauro

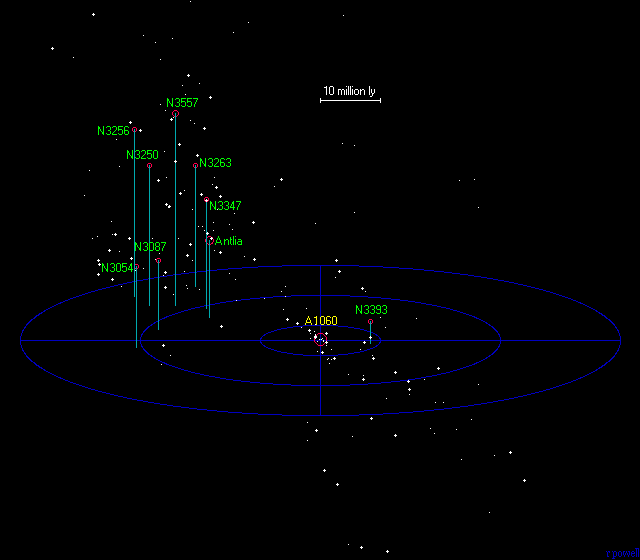
Mapa del supercúmulo de Hidra.

El Supercúmulo de Hidra-Centauro (SCL 128), o los supercúmulos de Hidra y Centauro, es un supercúmulo dividido en dos partes. Es el más cercano al Supercúmulo de Virgo, en el que se encuentra nuestro Grupo Local, y en él la Vía Láctea.
Incluye varios cúmulos de galáxias:
- En la parte de Centauro
  - Cúmulo de Centauro (Abell 3526)
  - Abell 3565
  - Abell 3574
  - Abell 3581
- En la parte de Hidra
  - Cúmulo de Hidra (Abell 1060).
  - Cúmulo de Antila

Aparte de los grupos centrales, que están entre 150 y 200 millones de años luz de distancia, varios grupos más pequeños pertenecen al grupo.
En las proximidades de este supercúmulo se encuentra el Gran Atractor, dominado por el Cúmulo de Norma (ACO 3627). Este cúmulo masivo de galaxias ejerce una fuerza gravitatoria grande, haciendo que toda la materia dentro de los 50 Mpc experimenta un flujo masivo de 600 km/s hacia el Cúmulo de Norma.
Este supercúmulo junto con el Supercúmulo de Virgo, Supercumulo Meridional y el Supercumulo del Centauro conforman el gran supercúmulo de galaxias Laniakea, que a su vez, pertenece al Complejo de Supercúmulos Piscis-Cetus.